# Gibelino di Sabran
Gibelino di Sabran (1045 circa – aprile 1112) fu arcivescovo di Arles (1080-1112), legato pontificio (1107) e Patriarca latino di Gerusalemme (1108-1112).

## Biografia
Gibelino fu nominato arcivescovo di Arles al Concilio di Avignone del 1080, nel quale l'arcivescovo Aicardo fu deposto. 
Egli fu consacrato da papa Gregorio VII, tuttavia il clero ed il popolo di Arles preferivano Aicardo, un parente dei visconti di Marsiglia che si era schierato con Enrico IV di Franconia contro Gregorio VII nella lotta per le investiture. 
Nonostante Gibelino fosse appoggiato da Bertrando II, il conte di Provenza, non riuscì a prendere possesso della sua arcidiocesi.
Egli fu minacciato dai cittadini di Arles quando si avvicinò alla città e dovette rinunciare, accontentandosi per molti anni della diocesi di Avignone, dove si ritirò a partire dal 1094.
Gibelino dovrà attendere quasi venti anni prima di tornare ad Arles, fino al 1098-1099 quando, approfittando di un viaggio di Aicardo in Palestina, fece annullare da una bolla di papa Urbano II il giuramento di rinunciare all'arcidiocesi di Arles che aveva pronunciato nel 1080, sotto la minaccia degli arlesiani.
Successivamente è menzionato a più riprese come arcivescovo di Arles. 
Il 29 marzo 1102, ad esempio, è riportato che Gibelin, arcivescovo di Arles, ha presieduto l'assemblea che unì il monastero di Saint Roman de l'Aiguille con l'abbazia benedettina di Psalmodie.
Ancora nel 1105, il testamento di Raimondo IV di Tolosa ordinò ai suoi eredi di restituire tutto ciò che egli aveva usurpato a Gibelino ad Arles, Argence, Fourques, Albaron e Fos-sur-Mer. 
Nel 1106 infine l'arcivescovo di Arles Gibelino diede all'abbazia di Montmajour la chiesa Notre-Dame e Saint-Roman, nella valle di Mouriès, contro un censo annuale di sette soldi.
Alla fine del 1107 Gibelino lasciò Arles per la Palestina, come legato pontificio inviato da papa Pasquale II a risolvere una controversia sul Patriarcato di Gerusalemme, allora governato dal patriarca Daiberto (arcivescovo di Pisa). Ma nel 1108 fu egli stesso ad ereditare tale carica, che mantenne fino al 1112.
Gibelino morì nell'aprile 1112 mentre si preparava a tornare in Provenza, in Gerusalemme gli succedette Arnolfo di Chocques mentre l'arcidiocesi di Arles rimase vacante fino al 1115.
È tuttavia probabile che Aicardo, il suo scomunicato predecessore, avesse recuperato in via ufficiosa l'arcidiocesi già nel 1107, alla partenza di Gibelino per la Palestina, e l'abbia conservata fino al 1113, data della sua morte.